# Soni Razdan
Soni Razdan é uma atriz e diretora britânica que trabalha em filmes hindi. Ela é casada com o diretor de cinema Mahesh Bhatt e é mãe da atriz de Bollywood Alia Bhatt.

## Vida pregressa
Razdan nasceu em Small Heath Birmingham, West Midlands, Inglaterra, filho de mãe anglo-alemã, Gertrude Hoelzer, e pai indiano Pandit de Caxemira, Narendra Nath Razdan, e cresceu em Bombaim, Maharashtra, Índia.

## Carreira
Razdan começou sua carreira no teatro inglês com The Collector, de John Fowles, e sua carreira no palco hindi com Bund Darvaze uma adaptação de Satyadev Dubey de No Exit, do livro de Jean Paul Sartre.
Suas fotos foram vistas por Franco Zeffirelli que queria escalá-la como Maria em sua minissérie, Jesus de Nazaré. O papel, no entanto, foi dado a Olivia Hussey e Razdan foi escalada como uma jovem mãe viúva, além de aparecer como figurante em outras cenas.
Ela apareceu como Sulochana na série de TV Buniyaad de Doordarshan. Ela também atuou nas séries de TV indianas Saahil, Gaatha e tem sido ativa na televisão indiana. Em 2002, atuou em Aur Phir Ek Din no Star Plus, uma adaptação de One Fine Day estrelado por Michelle Pfeiffer e George Clooney.
Ela também atuou em filmes de Bollywood The Verdict - State vs NanavatiShootout at WadalaSoni Razdan. Razdan dirigiu um filme chamado Love Affair que deveria ser lançado em 2016, mas não foi. </link>  Ela atuou em Raazi, de Meghna Gulzar, que também estrelou sua filha Alia no papel principal. Esta foi a primeira vez que ela dividiu a tela com Alia, onde interpretou a personagem da mãe de Alia. Soni desempenhou o papel principal no filme Yours Truly, onde interpretou o personagem de um funcionário do governo solitário de meia-idade, Mithi Kumar. Ela também apareceu como a mãe de Imaaduddin Shah no filme de 2007 Dil Dosti Etc. </link> Em 2018, à luz do movimento MeToo, Razdan disse que uma vez ela quase foi estuprada por uma pessoa em um set de filmagem. Embora não tenha conseguido, ela não apresentou queixa contra essa tentativa de estupro.

## Vida pessoal
Razdan se casou com o diretor de cinema indiano Mahesh Bhatt em 20 de abril de 1986. Bhatt não queria se divorciar de sua primeira esposa, então ele e Razdan se converteram ao Islã antes do casamento e realizaram uma cerimônia nikaah particular. Ao se converter ao Islã, Soni escolheu o nome Sakina como seu nome muçulmano.
Ela é mãe de Shaheen Bhatt (nascida em 28 de novembro de 1988) e da atriz Alia Bhatt (nascida em 15 de março de 1993), madrasta de Pooja Bhatt e Rahul Bhatt.

## Filmografia

### Filmes
| Ano  | Filme                 | Papel                  | Notas                                                  |
| ---- | --------------------- | ---------------------- | ------------------------------------------------------ |
| 1981 | 36 Chowringhee Lane   | Rosemary Stoneham      |                                                        |
| 1981 | Ahista Ahista         | Deepa                  |                                                        |
| 1983 | Mandi                 | Nadira                 |                                                        |
| 1984 | Saara                 | Sujata Suman           | Indicada - Prêmio Filmfare de Melhor Atriz Coadjuvante |
| 1985 | Trikall               | Aurora                 |                                                        |
| 1985 | Khamosh               | Ela mesma              |                                                        |
| 1986 | On Wings of Fire      | Thais                  |                                                        |
| 1998 | Such a Long Journey   | Dilnavaz nobre         |                                                        |
| 1990 | Daddy                 | Priya                  |                                                        |
| 1991 | Sadak                 | Aparência especial     |                                                        |
| 1991 | Saathi                | Tina                   |                                                        |
| 1993 | Sir                   | Shobha Verma           |                                                        |
| 1993 | Gumrah                | Ângela                 |                                                        |
| 2001 | Moonson Weeding       | Saroj Rai              |                                                        |
| 2004 | Dobara                | Sra. Devika Mehta      |                                                        |
| 2005 | Página 3              | Anjali Thapar          |                                                        |
| 2006 | Jaan-E-Mann           | Sra. goel              |                                                        |
| 2007 | Dil Dosti Etc         | Mãe de Apurv           |                                                        |
| 2011 | Patiala House         | Dimple Bua             |                                                        |
| 2011 | Zindagi               | Convidado no casamento |                                                        |
| 2013 | Shootout at Wadala    | mãe de Manya           |                                                        |
| 2016 | Love Affair           |                        |                                                        |
| 2018 | Raazi                 | Teji Khan              |                                                        |
| 2018 | Yours Truly           | Mithi Kumar            |                                                        |
| 2019 | Noblemen              | Shruti Sharma          |                                                        |
| 2019 | No Fathers in Kashmir | halima                 |                                                        |
| 2019 | War                   | Nafeesa Rahmani        |                                                        |
| 2021 | Sardar Ka Grandson    | simi                   | Filme da Netflix                                       |
| 2022 | Pippa †               | TBA                    | Em filmagem                                            |

### Diretora
| Ano  | Filme       |
| ---- | ----------- |
| 2005 | Nazar       |
| 2009 | Adnan Khan  |
| 2016 | Love Affair |

### Televisão
| Ano  | Mostrar                         | Papel                      | Plataforma       |
| ---- | ------------------------------- | -------------------------- | ---------------- |
| 1986 | Buniyaad                        | Sulochana (Lochan)         | DD National      |
| 2017 | Love Ka Hai Intezaar            | Rajmata Rajeshwari Ranawat | Star Plus        |
| 2019 | The Verdict - State vs Nanavati | Mehra Nanavati             | ALTBalaji e ZEE5 |
| 2019 | Out of Love                     | Sra. Kapoor                | Hotstar          |
| 2019 | This Way Up                     | Kavita, a mãe de Vish      | Canal 4          |
| 2021 | Call My Agent: Bollywood        | Treasa                     | Netflix          |